# Космос-10
Космос-10 (также известный как «Зенит-2 № 5») — советский разведывательный спутник запущенный в космос в 1962 году. Десятый космический аппарат серии КА Космос, четвёртый удачно запущенный разведывательный спутник Советского Союза после Космоса-4, 7, 9.
Для запуска спутника использовалась ракета-носитель Восток-2. Запуск аппарата произошёл с пусковой площадки 1/5, также известной как «Гагаринский старт» 21 октября 1962 года в 09:00 GMT.
Космос-10 был помещен в низкую околоземную орбиту с перигеем всего 178 километров (111 миль), апогеем в 376 километров (234 мили), с углом наклона плоскости орбиты к плоскости экватора Земли в 64,9 градусов, и орбитальным периодом в 90 минут. Спутник провел четыре дня на орбите Земли, прежде чем совершил посадку на Землю при помощи парашюта 21 октября.
Космос-10 был космическим спутником типа «Зенит-2», вышедшим на орбиту Земли с помощью ракеты-носителя «Восток», использовавшейся также для пилотируемых полетов. Космос-10 проводил исследования и испытания различной полезной нагрузки. В дополнение к разведке, он был также использован для исследования излучения. Это были последние четыре дня испытательных полетов аппаратов программы «Зенит-2», прежде чем система полностью вступила в строй, впоследствии совершались более продолжительные восьмидневные рейсы, к примеру полет аппарата «Космос-12».